# The Reflection
The Reflection (ザ・リフレクション?, Za Rifurekushon) è una serie televisiva anime di dodici episodi prodotta da Studio Deen e ideata da Stan Lee in collaborazione con Hiroshi Nagahama, trasmessa in Giappone su NHK dal 22 luglio 2017. Diretta da Nagahama, è stata diffusa nel resto del mondo via streaming in simulcast. La colonna sonora è stata composta da Trevor Horn, mentre la sigla di chiusura e un'insert song sono state scritte dal gruppo di idol 9nine.

## Personaggi
Xon (エクスオン?, Ekusuon)
Doppiato da: Shin'ichirō Miki
Ian Izett (イアン・イゼット?, Ian Izetto) / I-GUY (アイガイ?, Aigai)
Doppiato da: Satoshi Mikami
Eleanor Everts (エレノア・エヴァーツ?, Erenoa Evātsu)
Doppiata da: Mariya Ise
Lisa Livingston (リサ・リビングストン?, Risa Ribingusuton)
Doppiata da: Satomi Hanamura